# Portret Stanisława Augusta z klepsydrą
Portret Stanisława Augusta z klepsydrą (inny tytuł Portret alegoryczny) – obraz olejny namalowany przez włoskiego malarza Marcella Bacciarellego w 1793, znajdujący się w zbiorach Muzeum Narodowego w Warszawie. Obraz jest repliką autorską zaginionego oryginału, który do 1795 prawdopodobnie znajdował się w Gabinecie Marmurowym Zamku Królewskiego w Warszawie.

## Opis
Alegoryczny wizerunek króla Polski i wielkiego księcia litewskiego Stanisława Augusta, został skomponowany przez niego samego jako swoiste przesłanie do współczesnych i próba wytłumaczenia swego 29-letniego wówczas panowania. Powstał w niezwykle trudnym dla króla momencie, gdy akces do konfederacji targowickiej 24 lipca 1792 w trakcie wojny polsko-rosyjskiej pozbawił go realnej władzy i zaufania poddanych, a ściągnął szykany i odium zdrajcy. Na dwa miesiące przed namalowaniem obrazu 23 stycznia 1792 został podpisany przez Rosję i Prusy akt II rozbioru Polski. Stanisław August usiłował wytłumaczyć swoje racje w napisanej przez siebie dzień później broszurze Zdanie o królu polskim. Podobne zadanie miał spełnić omawiany portret, powtarzany na zlecenie króla w wielu replikach i kopiach (zachowało się ich 19). Łaciński cytat Quaesivit coelo lucem (pol. szukał światła na niebie) z IV księgi Eneidy rzymskiego poety Wergiliusza widoczny na gzymsie konsoli, odnosi się do ostatnich chwil przed samobójczą śmiercią królowej Kartaginy Dydony, opuszczonej przez umiłowanego Eneasza. W osiemnastowiecznej Polsce, poemat Wergiliusza był bardzo znany, stanowiąc źródło pouczeń moralnych o miłości ojczyzny i obowiązków względem niej. Sytuacja załamanej Dydony, dla której nie ma innego wyjścia jak rozstanie się z życiem, podobna jest do położenia Stanisława Augusta, dla którego nie ma innego wyjścia jak abdykacja.
Portret ten ukazuje Stanisława Augusta przy biurku, w stroju domowym, jako oświeconego „człowieka pióra” w swoim gabinecie, z globusem i przyborami do pisania, z prawą dłonią złożoną na klepsydrze wstawionej w koronę i z lewą złożoną na dokumentach.
Nieprzyjazny widok rozciąga się przez okno; spod szarych burzowych obłoków promienie słońca rzucają czerwonawe refleksy na rozlane szeroko szare wody z wysoką falą na przedzie. Może to być aluzja do trudnych losów króla, jak i rodzaj złowieszczej przepowiedni dla losów Rzeczypospolitej. Portret zrozumiały dla współczesnych królowi oświeconych osób, dzisiaj pozostaje nie do końca rozwiązywalną zagadką.
Zauważalne jest podobieństwo niektórych szczegółów do namalowanego przez Marcella Bacciarellego w tym samym czasie (1793) obrazu o tytule Odwaga znajdującego się w zbiorach Muzeum Łazienki Królewskie w Warszawie. Pozycja głowy postaci i spojrzenie dużych oczu skierowanych ku górze w obu obrazach są identyczne.

## Symbolika
Klepsydra, którą król ujmuje w dłoni może mieć podwójne znaczenie, jako symbol przemijalności wszystkiego i jako atrybut cnoty „Wytrwałości”, tak potrzebnej przy pokonywaniu sprzeczności.
Klepsydra jest też związana ze symboliką masonerii, a zarówno Stanisław August Poniatowski jak i autor obrazu – Marcello Bacciarelli byli masonami (rytu templariuszowskiego ścisłej obserwy), więc obraz bywa interpretowany jako zaszyfrowany komunikat masoński. Klepsydra jest symbolem czasu, jego przemijania, życia jako okresu między narodzinami a śmiercią. Materia jednorodna – piasek, przypomina o jałowości przemijania życia bez idei.